# ФК ТСЦ
ФК ТСЦ (мађ. Topolyai Sport Club) српски је фудбалски клуб из Бачке Тополе. Тренутно се такмичи у Суперлиги Србије.
Клуб се по први пут у својој историји пласирао у Први ранг у сезони 2018/19, када је завршио на првом месту Прве лиге Србије.

## Историјат

### Рана историја
Први фудбалски клуб у Бачкој Тополи формиран је 1912, а званично постоји од 1913. године као Topolyai Sport Club. Током Другог светског рата клуб је играо у Другој лиги Мађарске где му је највећи успех друго место.
Након Другог светског рата клуб се такмичио у Суботичкој лиги, а касније и у Српској лиги. Изградња стадиона у Градском парку, где се и данас налази, је почела почетком 1930-их година. Године 1974. долази до фузије са ФК Панонија те настаје ФК АИК Бачка Топола.
Највећи успех клуба представља играње у Другој савезној лиги СФРЈ. Године 1980, АИК је осваја Војвођанску лигу, чиме је изборио пласман у Западну групу Друге савезне лиге СФРЈ. У другом рангу, АИК је провео укупно пет сезона (током 80-их): четири узастопне, од 1980. до 1984, те сезону 1985/86. Од 1986. до 1996, клуб је провео у трећем рангу такмичења - Војвођанској лиги, Међурепубличкој лиги Север па након распада СФРЈ, српској лиги.
Након неколико сезона у зони Војводине, клуб се враћа у најјачи ранг 1999. године и у њој остаје све до 2003 године. На крају сезоне 2002/03, због финансијских потешкоћа, АИК престаје са радом. Сениорски тим престаје са такмичењима док су млађе категорије како-тако и даље функционисале.
Након две године паузе што се тиче сениорског фудбала у Бачкој Тополи се маја месеца 2005. године оснива нови фудбалски клуб под именом ФК “Бачка Топола” која ће се у јуну 2005. фузионисати са околним ФК “Бајша”. Клуб спојен од ова два клуба понеће назив ФК “Бачка Топола” и наставиће такмичење у Војвођанској лиги “север” уместо ФК “Бајше”, која ће започети такмичење од последњег фудбалског ранга.

### Такмичење у Суперлиги и пласман у Европу
Генерални спонзор тима је компанија SAT-TRAKT д.о.о. Бачка Топола. Председник клуба је Саболч Палађи. Извршена су велика улагања у клуб, пре свега од стране фудбалског савеза Мађарске како у изградњу и сређивање стадиона, стабилизацију тима и изградњу академије.
Крајем сезоне 2016/17, рад и инвестиција дају резултате одличним играма у првенству. Након одустајања Братства 1946, Апатина и Омладинца, клуб, као трећепласирани, у Српској лиги Војводине улази у Прву лигу. У сезони 2017/18. остварили су пласман на 4. месту Прве лиге Србије. Следеће сезоне клуб остварује историјски успех освајањем првог места и пласманом у Суперлигу Србије.  На крају сезоне 2019/20. клуб осваја 4. место и тако остварује пласман у квалификације за Лигу Европе.
У првом колу Лиге Европе у сезони 2020/21, ТСЦ је победио Петрокуб Хинчешти у Молдавији са 2 : 0 и остварио прву историјску победу у европским такмичењима. У другом колу у Сенти су дочекали румунски ФЦСБ (бивша Стеауа). Играчи ФЦСБ су на утакмицу дошли без неколико играча који су били позитивни на Корона вирус. У спектакуларној утакмици, након регуларног тока било је 4 : 4, а након продужетка 6 : 6. ТСЦ је утакмицу завршио са два играча мање због црвених картона. Након пенала више среће имао је румунски клуб који је славио са 5 : 4 и прошао у 3. коло квалификација за Лигу Европе.
У сезони 2022/23, клуб је завршио на другом месту у лиги и тако се по први пут у својој историји квалификовао за треће коло квалификација за Лигу шампиона. ТСЦ је у Лиги шампиона изгубио са укупних 7 : 1 од Браге, али је ипак обезбедио место у групној фази Лиге Европе. У групи са Олимпијакосом, Вест Хемом и Фрајбургом, ТСЦ је освојио 1 бод одигравши нерешено са Олимпијакосом. ТСЦ је Суперлиги Србије заузео 3. место чиме је други пут за редом обезбедио учествовање у групној фази неког европског такмичења.
У сезони 2024/25, ТСЦ је европска такмичења кренуо од плеј-офа Лиге Европе. У двомечу је Макаби био бољи укупним резлтатом 1 : 8, али је ТСЦ такмичење наставио у групној фази Лиге Конференције. По новом систему такмичења освојили су 24. место од 36. клубова и пласирали се у шеснаестину финала. Победили су код куће Лугано (4 : 1) и Ноу (4 : 3), одиграли у гостима нерешено са Сент Галеном (2 : 2) и поражени од Гента (0 : 3), Легије (0 : 3) и Астане (0 : 1). У шеснаестини финала састали су се са пољском Јагјелоњом. У оба меча поражени су са по 1 : 3 и укупним резултатом 2 : 6 завршили су такмичење у Европи.

## Име
„ТСЦ“ представља акроним од првог имена клуба „Topolyai Sport Club“ односно „Тополски спортски клуб“ како гласи на српском прво име клуба. Оно што мора да се нагласи, данашње званично име је „ТСЦ“ а не „Тополски спортски клуб“ или „Topolski sportski club“, иако акроним води порекло од тих назива.
Током своје историје, фудбалски клуб је једном променио своје име. Први назив клуба 2005. године био је ФК „Бачка Топола" док је данашњи назив "ТСЦ" добио 2013. године.
Две године након гашења старог клуба ФК АИК-а (настао фузијом Паноније Дубока и ФК Топола), 18. маја 2005. године, у Бачкој Тополи се региструје нови фудбалски клуб под именом "Бачка Топола". Након четрдесетак дана, тачније 17. јуна 2005. године, новооснована ФК „Бачка Топола“ и ФК Бајша се фузионишу. Клуб се зове ФК „Бачка Топола“ и наставља такмичење уместо тадашње “Бајше” у Војвођанској лиги север (IV ранг). Данашњи ТСЦ правно нема никакве везе са старим клубом "Топољским СК" основаним 1913. године и регистрованим у Савез 1920. године.
Поводом прославе 100 година од оснивања првог фудбалског клуба у Бачкој Тополи, 2013. донесена је одлука да се уместо тадашњег промени име у „ТСЦ“. Тим именом је и клуб данас регистрован у Фудбалском савезу Србије.
- 1913–1930: Спортски клуб Топоља
- 1930–1942: ЈАК Бачка Топола
- 1942–1945: ШЕ Топоља
- 1945–1951: ФК Еђшег
- 1951–1974: ФК Топола
- 1974–2003: ФК АИК Бачка Топола

—————————————-
- 2005–2013: ФК Бачка Топола
- 2013–данас: ФК ТСЦ

## Стадион
Домаћи терен ТСЦ-а је ТСЦ aрена, која може да прими 4.500 гледалаца. Изградња старог стадиона била је завршена 1930-их. Године 2017, ТСЦ је објавио да ће започети изградњу новог стадиона. Из тог разлога клуб је играо домаће утакмице на Градском стадиону у Сенти у периоду од 2018. до 2021. године. Нови стадион у Бачкој Тополи, ТСЦ Арена, свечано је отворен 3. септембра 2021. године у пријатељској утакмици против мађарског Ференцвароша.

## Тренутни састав
Ажурирано 17. августа 2024.
| Бр. |          | Позиција | Играч             |
| --- | -------- | -------- | ----------------- |
| 1   | Србија   | Г        | Никола Симић      |
| 2   | Србија   | О        | Матија Поповић    |
| 3   | Камерун  | О        | Маки Бањак        |
| 4   | Србија   | О        | Вукашин Крстић    |
| 5   | Србија   | О        | Душан Стевановић  |
| 6   | Србија   | С        | Алекса Пејић      |
| 7   | Србија   | С        | Милан Радин       |
| 8   | Србија   | С        | Саша Јовановић    |
| 9   | Србија   | Н        | Марко Лазетић     |
| 10  | Аустрија | Н        | Андреј Тодороски  |
| 11  | Србија   | С        | Иван Милосављевић |
| 12  | Србија   | Г        | Вељко Илић        |
| 14  | Србија   | С        | Петар Станић      |
| 18  | Србија   | С        | Михајло Бањац     |

| Бр. |                 | Позиција | Играч            |
| --- | --------------- | -------- | ---------------- |
| 19  | Србија          | Г        | Илија Пантелин   |
| 22  | Србија          | О        | Стефан Јовановић |
| 23  | Србија          | Г        | Немања Јоргић    |
| 25  | Србија          | О        | Матеја Ђорђевић  |
| 27  | Србија          | Н        | Милош Пантовић   |
| 29  | Република Конго | Н        | Престиж Мбунгу   |
| 30  | Србија          | О        | Немања Петровић  |
| 31  | Хрватска        | О        | Лука Цапан       |
| 32  | Аустралија      | О        | Милош Дегенек    |
| 37  | Србија          | С        | Милош Вулић      |
| 88  | Мађарска        | Н        | Бенце Шош        |
|     | Србија          | О        | Виктор Радојевић |

## Успеси
- Прва лига Србије
Освајач: 2018/19.
- Бачка лига
Освајач: 2014/15.
- Војвођанска лига Север
Освајач: 1999/00, 2006/07.

## Новији резултати
| Сезона   | Ранг | Лига                   | Позиција | ИГ | Д  | Н  | П  | ГД | ГП | ГР  | Бод     | Куп                  |
| -------- | ---- | ---------------------- | -------- | -- | -- | -- | -- | -- | -- | --- | ------- | -------------------- |
| 2008/09. | 4    | Војвођанска лига Исток | 4.       | 34 | 15 | 13 | 6  | 55 | 29 | +26 | 58      | Није се квалификовао |
| 2009/10. | 4    | Војвођанска лига Исток | 4.       | 34 | 17 | 7  | 10 | 47 | 30 | +17 | 58      | Није се квалификовао |
| 2010/11. | 4    | Војвођанска лига Исток | 2.       | 34 | 19 | 4  | 7  | 50 | 22 | +28 | 61      | Није се квалификовао |
| 2011/12. | 3    | Српска лига Војводина  | 10.      | 28 | 10 | 7  | 11 | 23 | 26 | -3  | 37      | Није се квалификовао |
| 2012/13. | 3    | Српска лига Војводина  | 16.      | 30 | 6  | 9  | 15 | 23 | 37 | -14 | 27      | Није се квалификовао |
| 2013/14. | 4    | Војвођанска лига Исток | 2.       | 30 | 17 | 4  | 9  | 53 | 29 | +24 | 55      | Није се квалификовао |
| 2014/15. | 4    | Бачка зона             | 1.       | 30 | 23 | 6  | 1  | 72 | 20 | +52 | 75      | Није се квалификовао |
| 2015/16. | 3    | Српска лига Војводина  | 2.       | 30 | 13 | 12 | 5  | 29 | 16 | +13 | 51      | Није се квалификовао |
| 2016/17. | 3    | Српска лига Војводина  | 3. 1     | 28 | 13 | 7  | 8  | 38 | 24 | +14 | 46      | Није се квалификовао |
| 2017/18. | 2    | Прва лига Србије       | 4.       | 30 | 15 | 9  | 6  | 49 | 22 | +27 | 54      | Није се квалификовао |
| 2018/19. | 2    | Прва лига Србије       | 1.       | 37 | 26 | 9  | 2  | 80 | 27 | +53 | 53 (87) | Осмина финала        |
| 2019/20. | 1    | Суперлига Србије       | 4.       | 30 | 17 | 8  | 5  | 59 | 34 | +25 | 59      | Осмина финала        |
| 2020/21. | 1    | Суперлига Србије       | 5.       | 38 | 17 | 7  | 14 | 68 | 50 | +18 | 58      | Четвртфинале         |
| 2021/22. | 1    | Суперлига Србије       | 6.       | 37 | 13 | 9  | 15 | 51 | 56 | -5  | 48      | Четвртфинале         |
| 2022/23. | 1    | Суперлига Србије       | 2.       | 37 | 22 | 9  | 6  | 66 | 32 | +34 | 75      | Полуфинале           |
| 2023/24. | 1    | Суперлига Србије       | 3.       | 37 | 22 | 9  | 6  | 75 | 39 | +36 | 75      | Шеснаестина финала   |
| 2024/25. | 1    | Суперлига Србије       | 7.       | 37 | 15 | 5  | 17 | 59 | 58 | +1  | 50      | Полуфинале           |

1Два првопласирана клуба на табели Српске лиге Војводина (Братство 1946 и Омладинац из Нових Бановаца) су због финансијских проблема одустала од такмичења у наредној сезони Прве лиге Србије. Позивницу за такмичење у вишем рангу прихватио је тек трећепласирани клуб на табели Српске лиге Војводина - ТСЦ из Бачке Тополе.

## ТСЦ у европским такмичењима
| Сезона   | Такмичење              | Коло        | Држава      | Клуб              | Дом. терен | Гос. терен | Укупно                 |
| -------- | ---------------------- | ----------- | ----------- | ----------------- | ---------- | ---------- | ---------------------- |
| 2020/21. | УЕФА Лига Европе       | 1. коло кв. | Молдавија   | Петрокуб Хинчешти | —          | 2 : 0      | 2 : 0                  |
| 2020/21. | УЕФА Лига Европе       | 2. коло кв. | Румунија    | ФЦСБ              | 6 : 6      | —          | 6 : 6 (4 : 5 п.)       |
| 2023/24. | УЕФА Лига шампиона     | 3. коло кв. | Португалија | Брага             | 1 : 4      | 0 : 3      | 1 : 7                  |
| 2023/24. | УЕФА Лига Европе       | група А     | Енглеска    | Вест Хем јунајтед | 0 : 1      | 1 : 3      | 4. од укупно 4 места   |
| 2023/24. | УЕФА Лига Европе       | група А     | Грчка       | Олимпијакос       | 2 : 2      | 2 : 5      | 4. од укупно 4 места   |
| 2023/24. | УЕФА Лига Европе       | група А     | Њемачка     | Фрајбург          | 1 : 3      | 0 : 5      | 4. од укупно 4 места   |
| 2024/25. | УЕФА Лига Европе       | плеј-оф     | Израел      | Макаби Тел Авив   | 1 : 5      | 0 : 3      | 1 : 8                  |
| 2024/25. | УЕФА Лига конференције | група       | Белгија     | Гент              | —          | 0 : 3      | 24. од укупно 36 места |
| 2024/25. | УЕФА Лига конференције | група       | Пољска      | Легија Варшава    | 0 : 3      | —          | 24. од укупно 36 места |
| 2024/25. | УЕФА Лига конференције | група       | Казахстан   | Астана            | —          | 0 : 1      | 24. од укупно 36 места |
| 2024/25. | УЕФА Лига конференције | група       | Швајцарска  | Лугано            | 4 : 1      | —          | 24. од укупно 36 места |
| 2024/25. | УЕФА Лига конференције | група       | Швајцарска  | Сент Гален        | —          | 2 : 2      | 24. од укупно 36 места |
| 2024/25. | УЕФА Лига конференције | група       | Јерменија   | Ноа               | 4 : 3      | —          | 24. од укупно 36 места |
| 2024/25. | УЕФА Лига конференције | плеј-оф     | Пољска      | Јагјелоња         | 1 : 3      | 1 : 3      | 2 : 6                  |

## Техничко особље
| Техничко особље, сезона 2019/20. |                   |
| Позиција                         | Име               |
| Шеф стручног штаба               | Мирко Јовановић   |
| Тренер голмана                   | Силард Фараго     |
| Помоћни тренер                   | Спасоје Јелачић   |
| Помоћни тренер                   | Стефан Јанковић   |
| Физиотерапеут                    | Драган Голубовић  |
| Аналитичар                       | Крсто Јокић       |
| Кондициони тренер                | Веселин Секуловић |
| Извор:                           |                   |

## Познати играчи
- Андрија Калуђеровић
- Норберт Кењвеш
- Никола Жигић
- Душан Тадић